# Anlaufkurve
Die Anlaufkurve beschreibt in der Automobilindustrie im Anlaufmanagement die Plankurve über Zeit und Produktionsmenge.
Ziel ist es, eine möglichst steile Anlaufkurve zu realisieren, um zügig den Markt zu bedienen. 
Der Punkt, an dem die Produktion aufgenommen wird, heißt SOP (Start of Production). Die Anlaufkurve endet in der Kammlinie mit der maximalen geplanten Produktionsmenge pro Zeitspanne (Ausstoß, Ausbringung).
Gegenteil der Anlaufkurve ist die Auslaufkurve im Auslaufmanagement.